# Consejo y consentimiento
Consejo y consentimiento es una frase que se usa con frecuencia en la promulgación de fórmulas de proyectos de ley, en la aprobación de funcionarios públicos y en otros contextos legales o constitucionales. Describe cualquiera de dos situaciones: donde un poder ejecutivo débil de un gobierno promulga algo previamente aprobado por el poder legislativo o donde el poder legislativo está de acuerdo y aprueba algo previamente promulgado por un poder ejecutivo fuerte.

## En general
El concepto sirve para moderar el poder de una rama del gobierno al requerir la concurrencia de otra rama para acciones seleccionadas. La expresión se usa con frecuencia en sistemas ejecutivos débiles donde el jefe de Estado tiene poco poder práctico y, en la práctica, la parte importante de la aprobación de una ley está en su aprobación por la legislatura.

## En el Reino Unido
En el Reino Unido, una monarquía parlamentaria, los proyectos de ley se encabezan:

PROMULGASE por la Excelentísima Majestad de la Reina, por y con el consejo y consentimiento de los Lores Espirituales y Temporales y de los Comunes, reunidos en este Parlamento, y con la autoridad del mismo, de la siguiente manera:

Esta fórmula de promulgación enfatiza que aunque legalmente el proyecto de ley está siendo promulgado por la monarquía británica (específicamente, por la Reina en el Parlamento), no es a través de su iniciativa sino a través del Parlamento que se crea la legislación.

## Estados Unidos
En los Estados Unidos, el "consejo y consentimiento" es un poder del Senado para ser consultado y aprobar los tratados firmados y las nominaciones realizados por el Presidente para cargos públicos, incluidos los secretarios del gabinete, los jueces federales, los funcionarios del Fuerzas Armadas, directores de agencias, embajadores y otras oficinas más pequeñas. Este poder también lo tienen varios senados estatales, que son consultados y aprueban varios nombramientos realizados por el Gobernador del estado, como algunos funcionarios estatales, jefes departamentales estatales en el gabinete del gobernador y jueces estatales (en algunos estados).

### Disposición constitucional
El término "consejo y consentimiento" aparece por primera vez en la Constitución de los Estados Unidos en el Artículo II, Sección 2, Cláusula 2, refiriéndose al papel del Senado en la firma y ratificación de tratados. Este término se usa nuevamente para describir el papel del Senado en la designación de funcionarios públicos, inmediatamente después de describir el deber del presidente de nominar funcionarios. El Artículo II, Sección 2, párrafo 2 de la Constitución de los Estados Unidos establece:

[El Presidente] tendrá poder, por y con el consejo y consentimiento del Senado, para celebrar tratados, con tal de que den su anuencia dos tercios de los senadores presentes; y nominará, y por y con el consejo y consentimiento del Senado, nombrará embajadores, otros ministros públicos y cónsules, jueces de la Corte Suprema y todos los demás funcionarios de los Estados Unidos, cuyos nombramientos no se estipulan de otro modo en el presente, y que se establecerán por Ley; pero el Congreso podrá por Ley conferir el nombramiento de los funcionarios inferiores, según lo crea conveniente, al Presidente solamente, a los Tribunales de Justicia o a los Jefes de Departamentos.

Este lenguaje fue escrito en la Convención Constitucional como parte de un compromiso delicado sobre el equilibrio de poder en el gobierno federal. Muchos delegados prefirieron desarrollar un fuerte control ejecutivo conferido al presidente, pero otros, preocupados por el control autoritario, prefirieron fortalecer el Congreso. Requerir que el presidente obtuviera el consejo y consentimiento del Senado logró ambos objetivos sin obstaculizar los asuntos del gobierno.
Los redactores consideraron el consejo y el consentimiento como un poderoso control de la discreción del presidente al hacer los nombramientos a cargos públicos. Como escribió Alexander Hamilton en El Federalista nro 76:

La verdad de los principios que sostengo a este propósito parece haber impresionado a las personas más inteligentes entre las que han considerado defectuosa la forma como la convención ha resuelto este punto. Sostienen que el Presidente es el único a quien se debió haber autorizado para hacer las designaciones correspondientes al gobierno federal. Pero es fácil demostrarles que toda ventaja procedente de un sistema semejante, se obtendrá en esencia con el poder de NOMINAR que se proyecta conferirle; mientras que se evitarán ciertos inconvenientes que produciría el poder absoluto de hacer nombramientos si se pusiera en manos de ese funcionario. En el acto de nominar su criterio sería el único que se aplicaría, y como a él sólo le correspondería la tarea de señalar al hombre que, una vez obtenida la aprobación del Senado, debe desempeñar un empleo, su responsabilidad sería tan completa como si él hubiera de hacer el nombramiento definitivo. A la luz de estas explicaciones, no cabe diferencia alguna entre nominar y nombrar. Los mismos motivos que influirían en un caso para que este deber se desempeñase como es debido, existirían en el otro. Y como ningún hombre podría ser designado sino después de haber sido nominado, de hecho todo hombre que llegara a ser nombrado habría sido escogido por el Presidente.
. . . .
Entonces, ¿con qué finalidad se requiere la cooperación del Senado? Respondo que la necesidad de su colaboración tendrá un efecto poderoso, aunque en general poco visible. Constituirá un excelente freno sobre el posible favoritismo presidencial y tenderá marcadamente a impedir la designación de personas poco adecuadas, debido a prejuicios locales, a relaciones familiares o con miras de popularidad. Por añadidura, sería un factor eficaz de estabilidad en la administración.
Se comprende fácilmente que un hombre que dispusiera él solo de los empleos públicos se dejaría gobernar por sus intereses e inclinaciones personales con más libertad que estando obligado a someter el acierto de su elección a la discusión y resolución de un cuerpo distinto e independiente, y siendo dicho cuerpo nada menos que toda una rama de la legislatura, la posibilidad de un fracaso servirla de aliciente poderoso para proceder con cuidado al hacer su nominación. El peligro para su reputación y, cuando se trate de un magistrado electivo, para su carrera política, en el caso de que se le descubriera un espíritu de favoritismo o que andaba en forma indebida a caza de popularidad, por parte de un cuerpo cuya opinión tendría gran influencia en la formación de la del público, no puede dejar de obrar como barrera contra ambas cosas. Le daría vergüenza y temor nominar para los cargos más importantes o provechosos a personas sin otro mérito que el de ser oriundas del Estado de que procede, el de estar relacionadas con él de una manera o de otra o el de poseer la insignificancia y ductilidad necesarias para convertirse en serviles instrumentos de su voluntad.

Según la Vigesimoquinta Enmienda a la Constitución de los Estados Unidos, los nombramientos para el cargo de vicepresidente se confirman por mayoría de votos en ambas cámaras del Congreso, en lugar de solo en el Senado.

### Desarrollo histórico del poder
Si bien varios redactores de la Constitución de los EE. UU., como Thomas Jefferson y James Madison, creían que el papel requerido del Senado es asesorar al presidente después de que el presidente haya hecho la nominación, Roger Sherman creía que el consejo antes de la nominación aún podría ser útil. El presidente George Washington adoptó la posición de que el asesoramiento previo a la nominación estaba permitido pero no era obligatorio. La noción de que el asesoramiento previo a la nominación es opcional se ha convertido en la unificación de la parte de "asesoramiento" del poder con la parte de "consentimiento", aunque varios presidentes han consultado informalmente con los senadores sobre nominaciones y tratados.

### Su uso en la actualidad
Por lo general, se lleva a cabo una audiencia en el Congreso para interrogar a una persona designada antes de la votación del comité. Si el candidato es aprobado por el comité pertinente, la nominación se envía al pleno del Senado para una votación de confirmación. La moción propiamente dicha que adopta el Senado al ejercer la facultad es la de "aconsejar y consentir". Para los nombramientos, se necesita la mayoría de los Senadores presentes para aprobar una moción "para asesorar y consentir". Un obstruccionismo que requiere tres quintos de los votos para anularlo, así como otras tácticas dilatorias similares, se han utilizado para exigir un recuento de votos más alto en el pasado.